# Glees

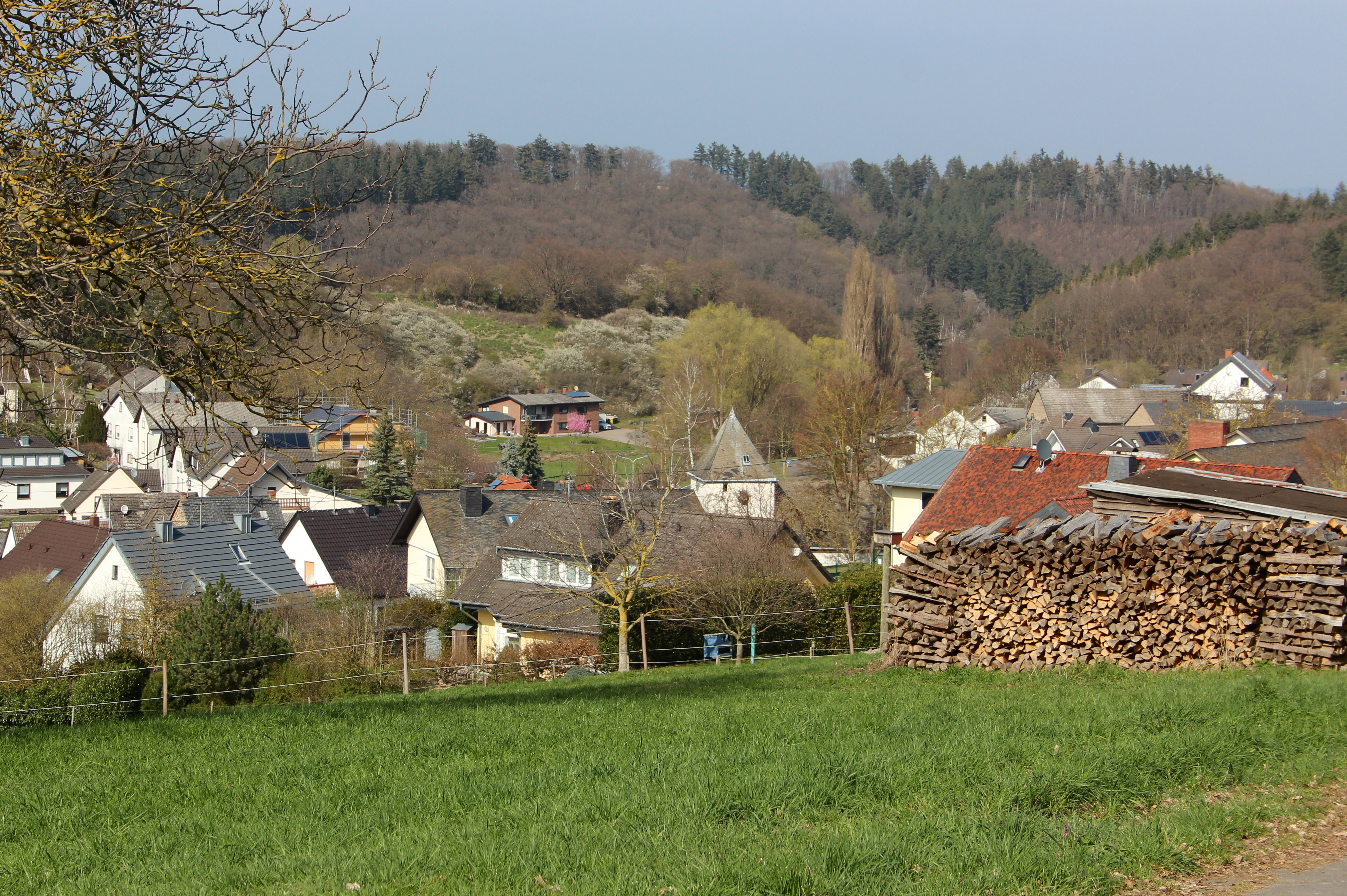
Ansicht von Glees

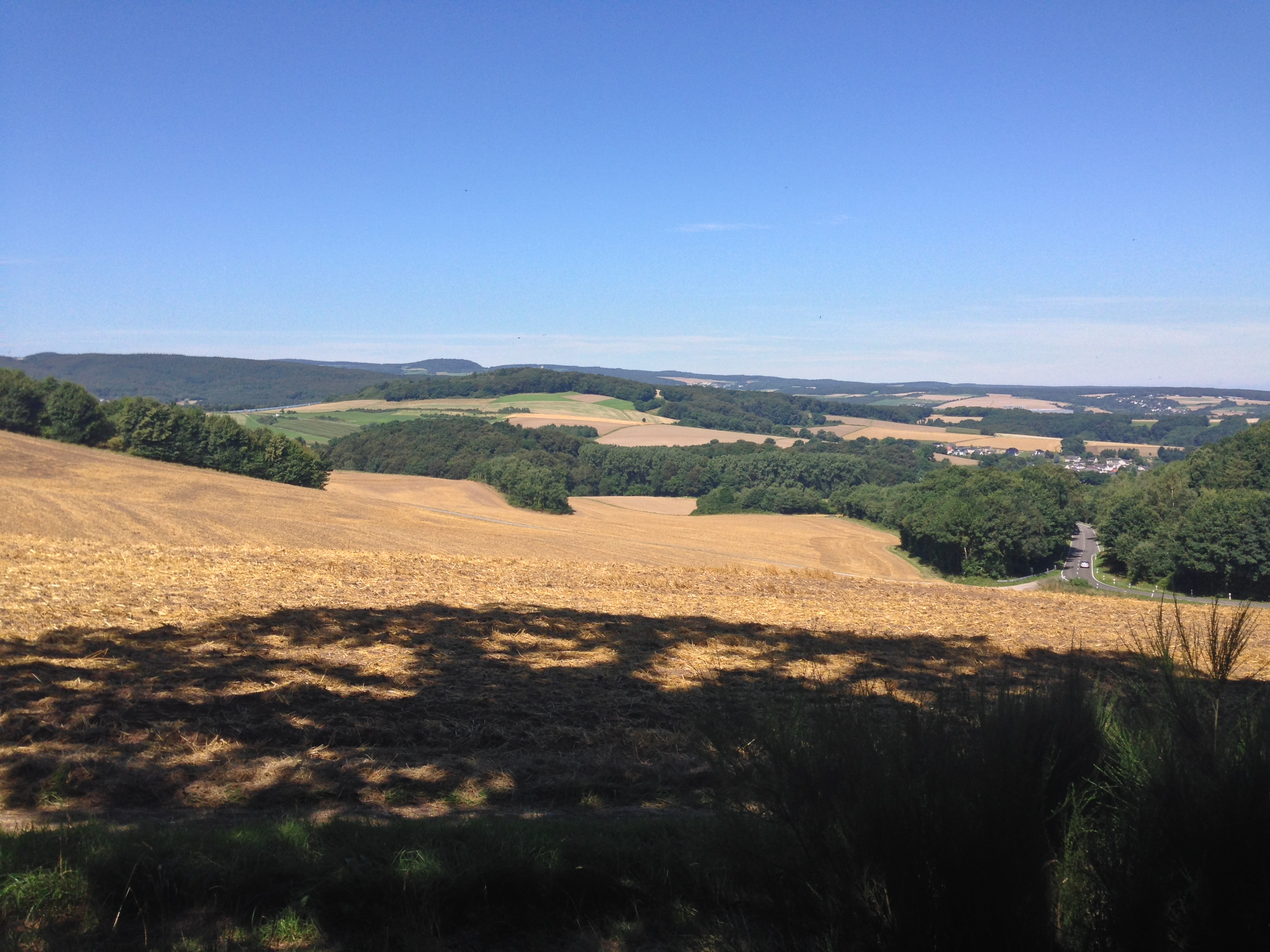
Blick auf Glees (rechts im Bild)

Glees ist eine Ortsgemeinde im Landkreis Ahrweiler in Rheinland-Pfalz. Sie gehört der Verbandsgemeinde Brohltal an, die ihren Verwaltungssitz in Niederzissen hat.

## Geographie
Glees liegt im Tal des Gleeser Bachs in der Eifel, zwei Kilometer nordwestlich des Laacher Sees, des größten Naturschutzgebiets in Rheinland-Pfalz. Zu Glees gehört als Wohnplatz die Abtei Maria Laach. Das Gemeindegebiet liegt im Landschaftsschutzgebiet „Rhein-Ahr-Eifel“.
Glees ist der Ort von flachen Schwarmbeben und Hebungen, die im Zusammenhang mit dem Laacher-See-Vulkan stehen. Das führte schon zu Problemen an einer kommerziell genutzten Kohlensäurequelle. Eine Zusammenfassung des aktuellen Wissensstandes findet sich in einer Studie, welche die Gefährdung von Endlagern für radioaktive Abfälle durch vulkanische Ereignisse betrifft.

## Geschichte
Glees gehörte bis zum Ende des 18. Jahrhunderts zur Herrschaft Burgbrohl, die zuletzt im Besitz der Freiherren von Bourscheid zu Burgbrohl war.
Statistik zur Einwohnerentwicklung
Die Entwicklung der Einwohnerzahl der Gemeinde Glees, die Werte von 1871 bis 1987 beruhen auf Volkszählungen:
| Jahr | Einwohner |
| ---- | --------- |
| 1815 | 185       |
| 1835 | 239       |
| 1871 | 547       |
| 1905 | 434       |
| 1939 | 572       |
| 1950 | 623       |
| 1961 | 632       |

| Jahr | Einwohner |
| ---- | --------- |
| 1970 | 613       |
| 1987 | 533       |
| 1997 | 604       |
| 2005 | 590       |
| 2011 | 580       |
| 2017 | 595       |
| 2023 | 590       |

## Politik

### Bürgermeister
Reiner Hürter (FWG) wurde im Juni 2024 zum Ortsbürgermeister von Glees gewählt.
Sein Vorgänger war Manfred Hürter (FWG) seit 1999.

## Sehenswürdigkeiten
Eine Sehenswürdigkeit ist die 1093 gegründete Benediktinerabtei Maria Laach. Die Abtei und das Gebiet des Laacher Sees werden jährlich von etwa zwei Millionen Tagestouristen besucht. Dadurch hat der Tourismus eine hohe Bedeutung für die Ortsgemeinde. Die Abtei beherbergt das Naturkundemuseum St. Winfried mit einer umfangreichen Tiersammlung aus der ganzen Welt. Darüber hinaus gibt es dort eine größere Stein- und Mineraliensammlung aus dem Laacher-See-Gebiet. Glees und der Ortsteil Maria Laach verfügen über ein gut ausgeschildertes Wanderwegenetz. Diese verlaufen überwiegend in den Naturschutzgebieten Laacher See und Dachsbusch.
Das Bürgerhaus in Glees wurde 1998 erweitert und steht Veranstaltungen der Vereine und der Ortsgemeinde zur Verfügung.
Siehe auch: Liste der Kulturdenkmäler in Glees